# Millionär
Millionär – singel promujący płytę Bassa Sultana Hengzta Berliner Schnauze. W klipie połączone są dwa utwory z tego albumu, drugi z nich to skit utworu "Rapper als Freund", tam pojawia się m.in. Fler. Istnieje także wersja klipu jedynie z głównym utworem. Utwór jest wykonywany a cappella.